# Midland Park
Midland Park ist eine Stadt im Bergen County, New Jersey, USA. Das U.S. Census Bureau hat bei der Volkszählung 2020 eine Einwohnerzahl von 7.014 ermittelt.

## Geographie
Nach den Angaben des United States Census Bureaus hat die Stadt eine Gesamtfläche von 4,1 km2, wobei keine Wasserflächen miteinberechnet sind.

## Geschichte
Der National Park Service weist für Midland Park fünf Bauwerke im National Register of Historic Places (NRHP) aus (Stand 29. November 2018), darunter das Wortendyke-Demund House.

## Demographie
Nach der Volkszählung von 2000 gibt es 6947 Menschen, 2613 Haushalte und 1883 Familien in der Stadt. Die Bevölkerungsdichte beträgt 1719,4 Einwohner pro km2. 95,81 % der Bevölkerung sind Weiße, 0,43 % Afroamerikaner, 0,06 % amerikanische Ureinwohner, 2,22 % Asiaten, 0,01 % pazifische Insulaner, 0,76 % anderer Herkunft und 0,71 % Mischlinge. 3,69 % sind Latinos unterschiedlicher Abstammung.
Von den 2.613 Haushalten haben 32,7 % Kinder unter 18 Jahre. 62,8 % davon sind verheiratete, zusammenlebende Paare, 7,2 % sind alleinerziehende Mütter, 27,9 % sind keine Familien, 23,6 % bestehen aus Singlehaushalten und in 9,8 % Menschen sind älter als 65. Die Durchschnittshaushaltsgröße beträgt 2,65, die Durchschnittsfamiliengröße 3,19.
24,3 % der Bevölkerung sind unter 18 Jahre alt, 5,8 % zwischen 18 und 24, 31,4 % zwischen 25 und 44, 23,9 % zwischen 45 und 64, 14,6 % älter als 65. Das Durchschnittsalter beträgt 39 Jahre. Das Verhältnis Frauen zu Männer beträgt 100:95,2, für Menschen älter als 18 Jahre beträgt das Verhältnis 100:92,2.
Das jährliche Durchschnittseinkommen der Haushalte beträgt 76.462 USD, das Durchschnittseinkommen der Familien 83.926 USD. Männer haben ein Durchschnittseinkommen von 55.044 USD, Frauen 39.142 USD. Der Pro-Kopf-Einkommen der Stadt beträgt 32.284 USD. 2,0 % der Bevölkerung und 1,0 % der Familien leben unterhalb der Armutsgrenze, davon sind 1,1 % Kinder oder Jugendliche jünger als 18 Jahre und 1,4 % der Menschen sind älter als 65.